# Baró de Viver
Baró de Viver is een station van de metro van Barcelona in het district Sant Andreu in Barcelona. Het wordt aangedaan door TMB-lijn L1 (rode lijn). Het is in 1983 geopend tijdens de verlenging van de lijn naar Santa Coloma en ligt onder Nus de la Trinitat.

## Lijn
- Metro van Barcelona L1

Hospital de Bellvitge · Bellvitge · Av. Carrilet · Rambla Just Oliveras · Can Serra · Florida · Torrassa · Santa Eulàlia · Mercat Nou · Plaça de Sants · Hostafrancs · Espanya · Rocafort · Urgell · Universitat · Catalunya · Urquinaona · Arc de Triomf · Marina · Glòries · Clot · Navas · La Sagrera · Fabra i Puig · Sant Andreu · Torras i Bages · Trinitat Vella · Baró de Viver · Santa Coloma · Fondo